# 八五八农场
八五八农场是一个位于中华人民共和国黑龙江省鸡西市虎林市的农场，亦是黑龙江省农垦牡丹江管理局所属的一个农场。
八五八农场建于1956年4月，原为中国人民解放军铁道兵农垦局850部队农场第四（河南）大队。1957年10月，改为“八五八农场”。1968年6月，组建黑龙江生产建设兵团，编为第四师第三十四团。1976年2月，撤销生产建设兵团，改为“安兴农场”。1979年恢复八五八农场名称。地处中俄边界乌苏里江沿江低平原，总面积724平方公里，总人口2万人。

## 行政区划
八五八农场下辖以下单位：
八五八场直社区、八五八农场第一管理区、八五八农场第二管理区、八五八农场第三管理区、八五八农场第四管理区、八五八农场第五管理区、八五八农场第六管理区、八五八农场第七管理区、八五八农场第八管理区、八五八农场第九管理区和八五八农场第十管理区。